# 橘皮组织
橘皮组织（Cellulite），是一種常見於女性的皮膚外貌，因为看上去的外观很像很像橘子皮，所以称为橘皮组织，同时也叫橙皮纹，在医学上叫做「蜂窝组织」。生成的原因很多，包括遗传、快速胖瘦、酗酒、熬夜、久坐不运动等等。

## 外部連結
- 擊退惱人的橘皮組織 （页面存档备份，存于）